# Sybra microphthalma
Sybra microphthalma är en skalbaggsart som beskrevs av Stefan von Breuning 1966. Sybra microphthalma ingår i släktet Sybra och familjen långhorningar. Inga underarter finns listade i Catalogue of Life.